# ТЕС Муара-Тавар
6°5′11″ пд. ш. 106°59′56″ сх. д. / 6.08639° пд. ш. 106.99889° сх. д.
ТЕС Муара-Тавар – теплова електростанція на заході індонезійського острова Ява. 
В 1997 році на майданчику станції став до ладу парогазовий блок комбінованого циклу потужністю 640 МВт, в якому три газові турбіни від компанії ABB потужністю по 140 МВт живлять через котли-утилізатори одну парову турбіну з показником 220 МВт.  
Первісно планувалось спорудити два однотипні парогазові блоки, тому кількість закуплених для станції газових турбін ABB становила шість одиниць. Втім, у підсумку одну з них відправили для створення на Балі ТЕС Гіліманюк, тоді як дві інші запустили того ж 1997 року на ТЕС Муара-Тавар у відкритому циклі.
В 2005-му майданчик доповнили шістьома встановленими на роботу у відкритому циклі газовими турбінами від Siemens (з огляду на подальший розвиток станції їх згрупували по три та назвали блоками 3 та 4).
А в 2010-му на ТЕС ввели в експлуатацію парогазовий блок 5, який має одну газову турбіну потужністю 150 МВт, яка живить через котел-утилізатор одну парову турбіну з показником у 234 МВт. Втім, фактично парова турбіна може видавати лише 75 МВт, оскільки у парогазових блоках потужність газових турбін має суттєво (до 2 раз) перевищувати показник парової турбіни.
В 2017 році з південнокорейською компанією Doosan уклали контракт на постачання 8 котлів-утилізаторів та 3 парових турбін загальною потужністю 650 МВт. Після встановлення цього обладнання будуть створені ще 3 енергоефективні парогазові блоки 2 (на основі 2 турбін АВВ), 3 та 4 (по 3 турбіни Siemens у кожному). Як засвідчують дані геоінформаційних систем, станом на грудень 2021-го вже були змонтовані всі котли-утилізатори та зведене приміщення машинного залу для парової турбіни блоку 2.
Станція використовує природний газ. Спершу постачання палива відбувалось із Західнояванського газопроводу, а в 2006-му в район ТЕС вивели одну з ниток газопроводу Південна Суматра – Західна Ява. В 2016-му також спорудили перемичку, яка дозволяє подавати ресурс, отриманий через плавучий регазифікаційний термінал Nusantara Regas Satu.
Для охолодження використовують морську воду.
Видача продукції відбувається по ЛЕП, розрахованій на роботу під напругою 500 кВ.